# سار فروون
سار فروون (به لاتین: Sør-Fron) یک شهرداری در نروژ است که در اوپلاند (نروژ) واقع شده‌است. سار فروون ۷۴۵ کیلومتر مربع مساحت و ۳٬۲۹۲ نفر جمعیت دارد.